# 6 février 1965
Le samedi 6 février 1965 est le 37e jour de l'année 1965.

## Naissances
- Dana Eskelson, actrice américaine
- Dawud Anyabwile, dessinateur américain
- Fred Gitelman, créateur de la société Bridge Base inc. en 1990 et Bridge Base Online
- Gilles Barbier, artiste vanuatais
- Jan Svěrák, réalisateur tchèque
- Marie-Josée Ifoku, femme politique congolaise
- Mario Bélanger, humoriste, comédien, DJ et animateur québécois
- Patrick Aussems, footballeur belge
- Philippe Levenard, footballeur français
- Philippe Neau-Leduc (mort le 11 juillet 2015), avocat français
- Simone Lahbib, actrice britannique

## Décès
- Enrico Carzino (né le 23 septembre 1897), footballeur italien
- Frédéric de Hohenzollern (né le 30 août 1891), chef de la maison de Hohenzollern
- Isabel Hadfield (née le 29 janvier 1893), physicienne et chimiste britannique
- Paul Guillon (né le 13 janvier 1913), personnalité politique française

## Événements
- Création de la Curecanti National Recreation Area aux États-Unis
- Phase qualificative du Portugal au Concours Eurovision de la chanson 1965